# Roncus yaginumai
Espèce
Roncus yaginumai est une espèce de pseudoscorpions de la famille des Neobisiidae.

## Répartition
Cette espèce est endémique du Monténégro. Elle se rencontre à Vranjina dans une grotte de l'île et à Virpazar dans la grotte Golubija Pečina (ceb).

## Description
Les femelles mesurent de 3,11 à 4,11 mm.

## Étymologie
Son épithète spécifique, yaginumai, lui a été donnée en l'honneur de l'arachnologue japonais Takeo Yaginuma (d) (1916-1995) pour son importante contribution à la taxonomie des Arachnides.

## Publication originale
- (en) Božidar P. M. Ćurčić, Srećko B. Ćurčić et Rajko N. Dimitrijević, « Roncus yaginumai, a new pseudoscorpion from Montenegro, Yugoslavia Pseudoscorpiones: Neobisiidae) », Acta Arachnologica, Japon, vol. 45, no 1,‎ 1996, p. 7-12 (ISSN 0001-5202, e-ISSN 1880-7852, lire en ligne, consulté le 9 mars 2020).